# Richard Hurrell Froude
Richard Hurrell Froude (Dartington, 25 marzo 1803 – 28 febbraio 1836) è stato un presbitero inglese, uno dei primi esponenti del Movimento di Oxford.

## Biografia
Richard Hurrel Froude nacque a Dartington, nel Devon, primogenito di Robert Froude (Arcidiacono di Totnes) e fratello maggiore dello storico James Anthony Froude e dell'ingegnere e architetto navale William Froude.
Si formò all'Ottery St Mary School, all'Eton College e all'Oriel College (Università di Oxford), dove divenne fellow nel 1826 e ove fu ordinato sacerdote nel 1829. Ad Oxford, Froude divenne amico intimo di John Keble e di John Henry Newman, con cui collaborò alla stesura della Lyra Apostolica, una raccolta di poesie religiose. Trascorse l'inverno del 1832-33 viaggiando nel Mediterraneo con suo padre e Newman per motivi di salute (soffriva di tubercolosi), contribuendo, al suo ritorno, alla formazione del Movimento di Oxford, un gruppo di teologi cristiani (inclusi Keble e Newman), che sostenevano la ripresa delle antiche e perdute tradizioni della fede cristiana e il loro inserimento nella liturgia e teologia anglicana. Froude si associò ai Tractarians, chiamati così dopo una serie delle pubblicazioni, i Tracts for the Times, che furono pubblicati tra il 1833 e il 1841 nelle prime fasi del movimento.
Trascorse il resto della maggior parte della sua vita al di fuori dell'Inghilterra, in qualità di tutor di matematica al Codrington College alle Barbados, per migliorare le sue condizioni di salute. Ritornò in Inghilterra nel 1835 e morì di tubercolosi l'anno seguente. Dopo la sua morte, Newman e altri amici curarono i Remains, una miscellanea delle lettere e diari di Froude. Questi furono poi interpretati da Sir Geoffrey Faber nella sua opera Oxford Apostles, pubblicata nel 1933 in occasione del centenario del Movimento di Oxford.